# ナイジェリアのサッカー選手一覧
ナイジェリアのサッカー選手一覧（ナイジェリアのサッカーせんしゅいちらん）は、ナイジェリア出身のサッカー選手の一覧である。Category:ナイジェリアのサッカー選手も参照。
この項目はCategoryではないので、記事の無い選手については赤リンクや仮リンク、簡単な説明の併記なども可能。
- ジュリアス・アガホワ
- ダニエル・アモカチ
- アレックス・イウォビ
- ジョン・ウタカ
- ピーター・ウタカ
- イサ・エリアクゥ
- オーガスティン・オコチャ
- オニエ・オゴチュクウ
- ピーター・オデムウィンギー
- ジェステケウェ・オハ
- マイケル・オビク
- クリスティアン・オボド
- サンデー・オリセー
- ヌワンコ・カヌ
- ジャスティス・クリストファー
- サミュエル・サヌミ
- セレスティン・ババヤロ
- ティジャニ・ババンギダ
- ハルナ・ババンギダ
- ステファン・マキンワ
- オバフェミ・マルティンス
- ジョン・オビ・ミケル
- ジョセフ・ヨボ
- ヤクブ・アイェグベニ
- ローレンス・アカンドゥ
- ショラ・アメオビ
- フィニディ・ジョージ
- スティーヴン・マキンワ
- アイラ・ユスフ
- オリグバッジョ・イスマイラ